# Societat de Foment de la Il·lustració
La Societat de Foment de la Il·lustració fou creada el 1836 per l'Ajuntament de Barcelona.
Nascuda en un ambient de consolidació del liberalisme enfront de l'absolutisme, l'entitat volia canalitzar i potenciar diverses iniciaves per bastir una educació de qualitat. També suplir l'absència d'universitat a Barcelona, la qual serà restaurada definitivament l'octubre de 1837. Comptà entre els seus membres amb destacades personalitats de la cultura barcelonina.
Significativament l'acte d'inauguració es realitzà sota la divisa de que “la primera necessitat d'un poble lliure és la instrucció” i s'assenyala que es vol “establir la pública ensenyança, limitada per ara a les parts del saber humà, que ampliant la que existeix en aquesta Ciutat, més es conforma amb les exigències del segle i amb la nostra situació actual”
La seva finalitat és “fomentar la il·lustració, inspirar amor a l'estudi i proporcionar mitjans per a adquirir instrucció”. Per servir aquest objectiu es proposa promoure l'ensenyament segons els seus recursos, crear diferents càtedres per a qui vulgui aprofitar-les i fundar una biblioteca amb “les obres més avançades”.
Es volen establir estudis d'eloqüència, belles lletres, moral economia política i dret públics entre d'altres.
La seva realització més destacada fou l'Institut Barcelonès, un centre d'iniciativa seglar d'educació primària i secundària que marcarà una fita en la construcció de la nova educació que demanda la societat liberal a Catalunya. També s' avançava en l'estructuració de l'educació escolar en primària, secundaria i terciària o universitària enfront de les l'antiga divisió de escoles de primeres lletres, gramàtica i llatinitat que perviuran uns anys.
Així mateix, mantingué diverses càtedres. Algunes integrades posteriorment a l'Institut Barcelonès, com ara la d'economia confiada a Eudald Jaumeandreu i oberta el 1835.
Seguint les petges de la Societat de Foment de la Il·lustració barcelonina, es creà a Tarragona la Societat de Foment de l'Educació que fundà l'Institut Tarraconense, que el 1839 publicava el seu reglament de règim interior.